# Lliga espanyola d'hoquei sobre patins en línia femenina
La Lliga espanyola d'hoquei sobre patins en línia femenina, coneguda com a Lliga Élite d'hoquei sobre patins en línia femenina (en castellà: Liga Élite femenina de hockey línea) és una competició esportiva de clubs espanyols d'hoquei sobre patins en hoquei línia, creada la temporada 2006-07. De caràcter anual, està organitzada per la Real Federació Espanyola de Patinatge. Hi participen nou equips que disputen una lligueta a doble volta. Des de la temporada 2014-15, els quatre millors classificats disputen una fase final en sistema d'eliminació directa al millor de tres partits, que determina el campió de lliga. Aquest competició substitueix el Campionat d'Espanya d'hoquei sobre patins en línia femení.

## Equips participants
A la temporada 2021-22 hi participen vuit equips:
- Hornets Castellbisbal
- HC Castelló
- Espanya Hoquei Club
- CHC Las Rozas
- Metropolitano CP
- Club Molina Sport ACEGC
- HC Playas de Oropesa
- HC Rubí Cent Patins
- Tres Cantos PC
- CPLV Caja Rural

## Historial
| En negreta = Equip guanyador (1) = Nombre de campionats Nota: Noms dels equips segons l'època |

| Edició | Temporada | Campió                  | Resultat   | Finalista            | refs        |
| ------ | --------- | ----------------------- | ---------- | -------------------- | ----------- |
| I      | 2006-07   | CHL Jujol (1)           | lligueta   | Dismeva CPLV         | [ 4 ]       |
| II     | 2007-08   | CHL Jujol (2)           | lligueta   | Dismeva CPLV         | [ 4 ]       |
| III    | 2008-09   | CHL Jujol (3)           | lligueta   |                      | [ 4 ]       |
| IV     | 2009-10   | Dismeva CPLV (1)        | lligueta   |                      |             |
| V      | 2010-11   | Dismeva CPLV (2)        | lligueta   | HC Rubí Cent Patins  | [ 5 ]       |
| VI     | 2011-12   | Dismeva CPLV (3)        | lligueta   |                      |             |
| VII    | 2012-13   | Dismeva CPLV (4)        | lligueta   |                      |             |
| VIII   | 2013-14   | HC Rubí Cent Patins (1) | lligueta   | Tres Cantos PC       | [ 6 ] [ 7 ] |
| IX     | 2014-15   | Dismeva CPLV (5)        | 2-1        | Silkens Tucans ASME  | [ 8 ]       |
| X      | 2015-16   | Dismeva CPLV (6)        | 2-0        | SAB Tucans ASME      |             |
| XI     | 2016-17   | HC Rubí Cent Patins (2) | 2-1        | Dismeva CPLV         | [ 6 ]       |
| XII    | 2017-18   | HC Rubí Cent Patins (3) | 2-0        | Dismeva CPLV         | [ 6 ]       |
| XIII   | 2018-19   | Tres Cantos PC (1)      | 2-1        | SAB Tucans ASME      |             |
| XIV    | 2019-20   | Tres Cantos PC (2)      | [ Nota 1 ] | Caja Rural CPLV      | [ 9 ]       |
| XV     | 2020-21   | Tres Cantos PC (3)      | 2-0        | HC Rubí Cent Patins  | [ 10 ]      |
| XVI    | 2021-22   | CPLV Munia Panteras (7) | 2-1        | Vitaldent SAB Tucans | [ 11 ]      |
| XVII   | 2022-23   | CPLV Munia Panteras (8) | 2-0        | HC Rubí Cent Patins  |             |
| XVIII  | 2023-24   | SAB Tucans ASME (1)     | 2-1        | HC Rubí Cent Patins  | [ 12 ]      |

1. ↑  Degut a la suspensió de la competició pel risc públic de contagi del COVID-19, la RFEP va decidir donar-la per finalitzada i que el campió fos el primer classificat de la lliga regular

## Palmarès
| Equip                             | Campió | Subcampió | Anys campió                                                            | Anys subcampió                              |
| --------------------------------- | ------ | --------- | ---------------------------------------------------------------------- | ------------------------------------------- |
| Club Patinaje en Línea Valladolid | 8      | 5         | 2009-10, 2010-11, 2011-12, 2012-13, 2014-15, 2015-16, 2021-22, 2022-23 | 2006-07, 2007-08, 2016-17, 2017-18, 2019-20 |
| Hoquei Club Rubí Cent Patins      | 3      | 4         | 2013-14, 2016-17, 2017-18                                              | 2010-11, 2020-21, 2022-23, 2023-24          |
| Tres Cantos Patín Club            | 3      | 2         | 2018-19, 2019-20, 2020-21                                              | 2013-14                                     |
| Club d'Hoquei en Línia Jujol      | 3      | 0         | 2006-07, 2007-08, 2008-09                                              | —                                           |
| ASME Tucans                       | 1      | 3         | 2023-24                                                                | 2014-15, 2015-16, 2021-22                   |